# Maria Beraldo
Maria Beraldo (Florianópolis, 21 de Março de 1988) é uma cantora, compositora e clarinetista brasileira. Beraldo faz parte do time de artistas do Selo RISCO.
Recebeu atenção midiática ao integrar a banda do músico Arrigo Barnabé, tocar com Elza Soares e ser uma das fundadoras da banda Quartabê. Em 2017, lançou-se em carreira solo e, em 2018, lançou seu álbum de estreia, "Cavala". "Cavala" recebeu muita atenção da cena alternativa nacional e internacional, principalmente após seu lançamento em disco de vinil. Além de ter levado a turnê do disco para muitas cidades brasileiras, Beraldo também tocou shows em Portugal e no Japão.
A cantora é publicamente lésbica; isso pode ser frequentemente visto nas letras do álbum "Cavala".
Já trabalhou em discos e shows de Negro Leo, Iara Rennó, Dante Ozzetti, Romulo Fróes, Lineker e Manu Maltez.
Possui Graduação e Mestrado em Música, pela UNICAMP.

## Discografia
| Álbum                              | Lançamento | Formato         |
| ---------------------------------- | ---------- | --------------- |
| "Abrideira" (com Fina Estampa)     | 2007       | CD, digital     |
| "Lição #1: Moacir" (com Quartabê)  | 2015       | CD, digital     |
| "Lição #2: Dorival" (com Quartabê) | 2018       | CD, digital     |
| "Cavala"                           | 2018       | CD, LP, digital |